# Irja Auroora
Pour les articles homonymes, voir Nasi.
Irja Auroora (pseudonyme de Irja Maria Auroora Näsi), née en 1949 au nord de la Finlande est une soprano finlandaise.

## Carrière
Elle commence ses études musicales au Conservatoire de musique de Turku et les poursuit à Vienne, Rome, Londres et Salzbourg. Elle fait ses débuts dans le rôle de Micaëla de Carmen à Helsinki en 1971 et elle est engagée par le Théâtre de Darmstadt puis par le Théâtre de Brême.
À partir de 1975, elle se produit au Festival de Bayreuth dans l'Anneau du Nibelung dans la production de Wieland Wagner dirigée par Horst Stein. Dans le Ring du centenaire mis en scène par Patrice Chéreau et dirigé par Pierre Boulez, elle chante Gutrune du Crépuscule des dieux en 1976.
Irja Auroora s'est produite en concert au Festival de Salzbourg, au Festival international de Bade-Wurtemberg (de) à Darmstadt et au Festival de Saint-Denis, près de Paris. Elle est connue comme chanteuse de lieds de Schubert, Schumann, Brahms, Liszt, Mahler, Strauss, Sibelius, Kuula, Rautavaara, de Falla, Nin.

## Discographie
- Enchantment of Singing, 2004, œuvres de Schumann, Strauss, Sibelius, de Fallan. Irja Auroora, soprano ; Pentti Koskimies et Ilkka Paananen, piano. Fuga.